# Elecciones al Senado de Argentina de 1871
Las Elecciones al Senado de la Nación Argentina de 1871 fueron realizadas a lo largo del mencionado año por las Legislaturas de las respectivas provincias para renovar 10 de las 28 bancas del Senado de la Nación.

## Cargos a elegir
| Provincia           | Senado    | Senado    |
| Provincia           | Senadores | A renovar |
| ------------------- | --------- | --------- |
| Buenos Aires        | 2         | —         |
| Catamarca           | 2         | 1         |
| Córdoba             | 2         | 1         |
| Corrientes          | 2         | 1         |
| Entre Ríos          | 2         | 2         |
| Jujuy               | 2         | —         |
| La Rioja            | 2         | 2         |
| Mendoza             | 2         | —         |
| Salta               | 2         | 2         |
| San Juan            | 2         | 1         |
| San Luis            | 2         | —         |
| Santa Fe            | 2         | —         |
| Santiago del Estero | 2         | —         |
| Tucumán             | 2         | —         |
| Total               | 28        | 10        |

## Resultados por provincia
| Provincia  | Senador electo        |
| ---------- | --------------------- |
| Catamarca  | Manuel José Navarro   |
| Córdoba    | Mateo Luque           |
| Corrientes | Juan Eusebio Torrent  |
| Entre Ríos | Teófilo García        |
| Entre Ríos | Apolinario Benítez    |
| La Rioja   | Abel Bazán            |
| La Rioja   | Benigno Vallejo       |
| Salta      | Federico Ibarguren    |
| Salta      | José Manuel Arias     |
| San Juan   | José María del Carril |

1. ↑  Falleció el 24 de junio de 1874, lo reemplaza Gerónimo Cortés el 3 de julio de 1875.
2. ↑  Renunció el 15 de mayo de 1875, lo reemplaza Leonidas Echagüe el 1 de julio de 1875.
3. ↑  Renunció el 11 de octubre de 1878, lo reemplaza Santiago Gordillo el 8 de mayo de 1879.
4. ↑  Renunció el 4 de julio de 1874, lo reemplaza Segundo Linares el 5 de agosto de 1875.
5. ↑  Falleció el 12 de junio de 1874, lo reemplaza Domingo Faustino Sarmiento el 29 de mayo de 1875. Domingo Faustino Sarmiento renunció el 28 de agosto de 1879, no fue reemplazado.